# Districtes del Valais

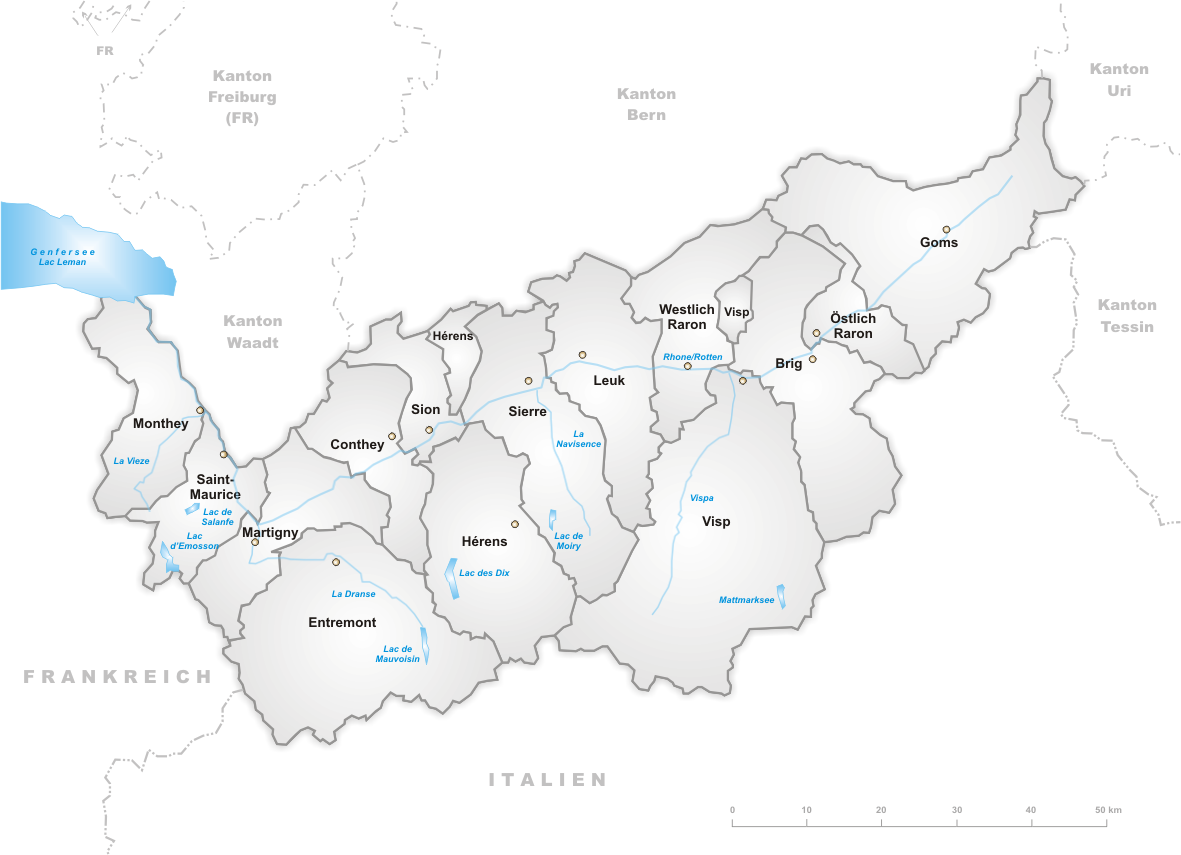
Districtes del cantó del Valais

El cantó del Valais es divideix en 12 districtes i 2 semidistrictes (els de Rarogne occidental i oriental), cosa que fa 13 districtes en total, són hereus dels antics dizains:
- Districte d'Entremont
- Districte d'Hérens
- Districte de Brig-Glis
- Districte de Goms
- Districte de Conthey
- Districte de Leuk
- Districte de Martigny
- Districte de Monthey
- Semidistricte de Raron Occidental
- Semidistricte de Raron Oriental
- Districte de Saint-Maurice
- Districte de Sierre
- Districte de Sion
- Districte de Visp

D'aquests districtes, els 8 més occidentals tenen el francès com a llengua, mentre que els 6 més orientals són de parla alemanya.